# Hebei FC
Der Hebei Football Club (chinesisch 河北足球俱樂部 / 河北足球俱乐部, Pinyin Héběi Zúqiú Jùlèbù), früher bekannt als Hebei China Fortune, ist ein Fußballverein aus Qinhuangdao in China. Der Verein spielt in der Chinese Super League, der höchsten Spielklasse des Landes. Seine Heimspiele trägt der Verein im Qinhuangdao Olympic Sports Center Stadium aus. 

## Geschichte
Der Verein wurde im Jahre 2010 von der Hebei Football Association und der Hebei Zhongji Group gegründet. Die Besitzer versprachen, pro Jahr 3 Millionen Yuan in den Verein zu stecken. Im Januar 2015 wurde der Name zu Hebei China Fortune geändert, da das Unternehmen China Fortune Land Development den Klub erwarb.
In der Winter-Transfer-Phase 2015 verpflichtete der Verein Spieler, die sich in Europa bewiesen haben, wie Gervinho, Stéphane Mbia, Ersan Gülüm,  Gaël Kakuta und Ezequiel Lavezzi. Im Januar 2018 wechselte Javier Mascherano zu dem Verein.

## Platzierungen
| Saison   | 2011 | 2012 | 2013 | 2014 | 2015 | 2016 | 2017 | 2018 |
| -------- | ---- | ---- | ---- | ---- | ---- | ---- | ---- | ---- |
| Liga     | 3    | 3    | 3    | 2    | 2    | 1    | 1    | 1    |
| Position | 5    | 6    | 2    | 14   | 2    | 7    | 4    | 6    |

## Erfolge
- Vizemeister: China League One: 2015
- Vizemeister: China League Two: 2013

## Trainerhistorie
- Wei Yuanhao (2010–2011)
- Zhang Yandong (2011–2013)
- Guo Ruilong (2013)
- Huang Yang (2013)
- Nelson Agresta (2013–2014)
- Alejandro Larrea (2014)
- Radomir Antić (2015)
- Li Tie (2015–2016)
- Manuel Pellegrini (2016–2017)[9]

## Namenhistorie
- 2011–2014 Hebei Zhongji Football Club
- 2015–2021 Hebei China Fortune Football Club (河北华夏幸福足球俱乐部)
- 2021– Hebei Football Club (河北足球俱乐部)